# Zhang Sanfeng
Zhang Sanfeng (chinois simplifié : 张三丰 ; chinois traditionnel : 張三丰 ou 張三豐 ; pinyin : Zhāng Sānfēng ; Wade : Chang San-feng), probablement né à Yizhou (zh) (懿州) dans la péninsule du Liaodong, dans l'actuelle province du Liaoning, est un daoshi, et moine taoïste errant partiellement légendaire, spécialiste des arts martiaux internes (neijia), ayant vécu entre les Song et le début des Ming, 960, 1247, et 1279 sont indiquées dans différentes sources comme années de sa naissance[réf. nécessaire]. La tradition lui attribue la fondation de l’école d’arts martiaux du mont Wudang et, depuis le XIXe siècle, l’invention du tai-chi-chuan, ce dont les historiens doutent fortement. C’est en tout cas un personnage populaire du folklore et des arts martiaux chinois, à propos de qui circulent de nombreuses légendes. Surnommé « Zhang Le souillon » (張邋遢, zhānglátà), il est souvent représenté en tenue de moine avec un chapeau de paille à large bord dans le dos.
Son surnom de Sanfeng signifierait « Trois pics » et viendrait selon la légende des sommets de Baoji dont la beauté l’aurait impressionné. Comme « pic » (峰) est écrit sous sa forme simplifiée (丰), utilisée de nos jours plus souvent pour un autre caractère homonyme, « abondance » (豐), ce dernier remplace parfois « pic » dans certaines graphies.

## Biographie-légende
L’érudit Huang Zongxi (黃宗羲) des Qing en fait un personnage de la dynastie Song, opinion reprise par les écoles de tai-chi, mais la plupart des sources le situent entre la fin des Yuan et le début des Ming, opinion majoritaire dans les écoles taoïstes. Certains ont envisagé l’existence de deux personnes distinctes - un spécialiste d’arts martiaux et un taoïste de la mouvance Quanzhen - à l’origine du Zhang Sanfeng de la tradition. Ce dernier aurait eu pour nom ou prénom social Junbao (君寶) ou Quanyi (全一), et serait originaire de Yizhou (懿州) au Liaodong (遼東), au sud-ouest de l’actuel xian de Zhangwu au Liaoning. Il aurait brièvement exercé une fonction publique près de l’actuel Anguo au Hebei, avant de devenir taoïste errant.
Sa biographie est essentiellement légendaire. Il est décrit sous l’aspect fantastique d’un immortel se confondant avec la nature, invisible et unissant en lui les extrêmes : ses os sont ceux d’une grue et sa posture celle du pin, symboles de longévité ; il est aussi bien capable d’avaler une quantité incroyable de nourriture que de rester à jeun pendant de longues durées ; par trois fois, des empereurs envoyèrent des délégations à sa recherche pour l’inviter au palais, mais personne ne put jamais le trouver.
Il aurait ressuscité et appris des secrets alchimiques auprès de l’immortel du Dragon de feu (火龍真人). Il aurait construit un ermitage sur le mont Wudang et aurait invité ses disciples à s’y installer, mais lui-même n’y resta pas et reprit sa vie errante vers le Sichuan, passant entre autres par les monts Qingcheng et Heming (鶴鳴) visités jadis par Zhang Daoling.
Une variante de sa légende en fait un ancien moine de Shaolin, une autre un condisciple de Liu Bingzhong (劉秉忠) (1216 — 1274), personnage politique important du début de la dynastie Yuan. La version qui le fait vivre sous les Song prétend qu’il défit à lui seul une centaine de bandits à la demande de l’empereur Huizong.
Il a été titré en tant que divinité par les empereurs Ming. Son anniversaire divin est le 9e jour du 4e mois lunaire.

## Postérité et lignée
Un corpus assez important d’écrits lui est attribué, rassemblé dans l’Intégrale de Zhang Sanfeng (張三丰先生全集) par Li Xiyue (李西月) des Qing, fondateur d’une secte importante qui prétendait avoir reçu de lui un enseignement secret. Ces textes ne sont pas directement liés aux arts martiaux, mais témoignent d’un taoïsme typique de la période post-Tang : emphase sur le travail du xing et du ming par l’alchimie interne, syncrétisme des Trois enseignements (Taoïsme confucianisme bouddhisme) et importance de la morale. On y trouve aussi une base théorique pour les pratiques sexuelles (yinyang shuangxiu 陰陽雙修).
À partir des Ming de nombreuses sectes taoïstes se réclament de lui, mais c’est au XIXe siècle qu’il est revendiqué comme ancêtre du tai-chi par Yang Luchan, Wu Yuxiang (武禹襄) (1812-1880) et Li Yishe (李亦畬) (1832-1892). Ce dernier le désigne dans sa Brève introduction au tai-chi comme inventeur de cet art vers la fin de la dynastie Song, opinion reprise par Yang Chengfu (1883-1936), petit-fils de Yang Luchan, dans l’Intégrale des exercices de tai-chi-chuan. Il aurait été inspiré par un combat entre un oiseau et un serpent. Certains en font aussi l’inventeur du style de la Grue blanche et de l’épée jiandao.
Selon les sectes taoïstes, il a hérité de la tradition des légendaires Huolong (火龍真人), Mayi/Li He (麻衣李和), Liu Haichan (劉海蟾), Chen Tuan (陳摶). Selon les arts martiaux, il a pour héritiers Wang Zongyue, Chen Zhoutong, Zhang Songxi et Jiang Fa.

## Culture populaire
Il apparait dans le roman de Jin Yong L'Épée céleste et le sabre du dragon. L’auteur le fait naître sous les Song et reprend la légende de ses débuts au monastère de Shaolin. Il est également héros de films, téléfilms et feuilletons d’arts martiaux.